# ヨーゼフ・ヴィルト
カール・ヨーゼフ・ヴィルト（ドイツ語: Karl Joseph Wirth, 1879年9月6日 ‐ 1956年1月3日）は、ドイツの政治家。所属政党は中央党。ヴァイマル共和政時代の1921年から翌年にかけて首相を務めた。ドイツ史上最年少の首相。

## 概要
1921年から1922年にかけて1年と6ヶ月ほ間ドイツ国首相を務め、1920年から1921年には蔵相を、1921年から1922年と再びドイツ外相代理を、1929年から1930年には占領地担当相、1930年から1931年には内相を歴任する。戦後は、1952年から1956年に亡くなるまで、ソ連・東ドイツの共産党支配の中立主義的な政党「ドイツ同盟」に参加した。

## 経歴

### 初期
ヨーゼフ・ヴィルトは、1879年9月6日、当時のバーデン大公国のフライブルクに生まれた。ヴィルト本人によると、両親のキリスト教的、社会的関与が彼に強い影響を与えたという。1899年から1906年までフライブルク大学で経済学、自然科学、
数学を学び、数学の博士課程を修了した。1906年から1913年までフライブルクのギムナジウムの教授となる。1909年には、貧しい人々のための慈善団体を設立し、初代会長に就任した。1911年、フライブルク市議会のカトリック中央党の議員に選出される。1913年から1921年まで、バーデン州議会議員を務める。1914年には帝国議会議員になった。第一次世界大戦が始まると、ヴィルトは軍に志願したが、健康上の理由で不適格と判断された。その後、赤十字に入隊する。1914年から1917年まで、看護士として西部戦線・東部戦線に従軍した。しかし、肺炎を患い、やむなく休職した。1917年7月、ヴィルトは帝国議会でマティアス・エルツベルガーが提唱する「平和決議」に賛成票を投じた。

### ヴァイマル共和国
第一次世界大戦後の1918年11月10日にバーデン共和国の財務大臣に就任した。1919年1月、ヴィルトはワイマールで開催された憲法制定議会の議員に選出された。当時、彼は自らを「確固とした共和主義者」であると語っていた。1920年3月のカップ一揆でグスタフ・バウアー内閣が退陣し、ミュラー内閣が発足すると、エルツベルガーの後任として中央政府に財務相として入閣。さらに1921年5月、連立が瓦解したフェーレンバッハ内閣の後任として、中央党、ドイツ社会民主党、ドイツ民主党の連立からなる少数与党政権を組閣した。首相就任時のヴィルトの41歳という年齢は現在に至るまでドイツ史上最年少である。
10月中旬に国際連盟が発表したドイツとポーランドの間の上部シレジア分割に関する決定は、ドイツ全土を熱狂させ、10月17日には1ポンド＝750マルクとなり、国内危機から生じた争いは収まらないままであった。ヴィルトは、豊かな工業地帯である上部シレジアがドイツから切り離されることは、ドイツの賠償金の支払能力に致命的な影響を与えるという信念を隠しておらず、ベルリンの政治的緊張は再び高まり、ポーランドを滅ぼさなければならないとまで宣言したと記録されている。
1921年10月22日、大多数の住民の意思に反して上部シレジアが分割されたことに抗議して辞職した。しかし、10月25日に大統領フリードリヒ・エーベルトから再び政権樹立を要請され、10月26日に第2次ヴィルト内閣を成立させた。
前内閣とは反対に、連合国がドイツに課した過重な賠償を軽減するため、むしろその義務を愚直に遂行して賠償額がドイツの支払い能力を超えているとアピールする政策をとった。しかしこの「履行政策」はヴェルサイユ条約見直しを主張する右翼民族主義者の攻撃の的となった。一方で軍の統帥部長官ハンス・フォン・ゼークトと親しくしており、その支持により建国間もないソビエト連邦とラパッロ条約を締結した。国際的に孤立するソ連との経済関係を樹立するとともに、ソ連からの賠償要求を相殺させることに成功した。しかしこの条約は連合国との関係悪化を招いた。国内ではこの条約はおおむね歓迎されたものの、極右はボルシェヴィキとの接近を嫌い、条約交渉にあたったヴァルター・ラーテナウ外相がベルリンの路上で暗殺された。その追悼演説で述べた「敵は右側に居る！」という彼の言葉は語り草になった。この際に左右の過激派を取り締まる共和国防衛法を制定している。その後賠償金支払い・共和国防衛法に関する紛糾がヴィルトとアンドレアス・ヘルメス財務相との対立となり、1922年11月に退陣した。
1924年、ヴィルトは共和国防衛を目的とするドイツ社会民主党の準軍事組織である国旗団に入団した。1925年1月、中央党がハンス・ルター政権に参加すると、ヴィルトは自党が民族主義政党のドイツ国家人民党と協力していることを批判した。1925年8月、彼は党の社会政策に抗議して中央党を離党したが、無所属として議席を維持した。
1929年から1930年にミュラー内閣で占領地（ラインラント）担当相を、1930年3月末に同内閣が総辞職すると、1931年までブリューニング内閣で内相を務めた。ヴィルトは社会民主党に人気があり、社会民主党と新政府の仲介役を務めた。彼は「憲法48条大臣」として左右のテロに厳しい対処をとった。しかし政治姿勢が左寄り過ぎるとしてヒンデンブルク大統領の個人的不興を買い、内閣が圧力を受け辞職に追い込まれた。

### 亡命生活
ナチ党の指導者ヒトラーがヒンデンブルクから首相に任命された2ヵ月後の1933年3月、ヴィルトは国会で、ヒトラーに独裁的な権力を与える全権委任法に反対する演説を熱く展開した。それにもかかわらず3月24日、ヴィルトは他の国会議員とともに、この法律に賛成票を投じた。ナチ党の権力掌握が進む中、全権委任法成立間もない1933年3月23日にウィーンに赴き、そのまま亡命した。ナチス・ドイツ時代を通じてスイスのチューリヒに別荘を購入し、亡命生活を送った。スイス滞在中、彼はナチス政府から強い批判を受けたが、ひたすら沈黙を守った。一方で国内の反ナチ運動や、イギリス政府、アメリカ合衆国のOffice of Strategic Servicesと連絡を取った。同じく亡命中の前首相ブリューニングと会談、ハーバード大学やプリンストン大学でナチ党政権について講義を行った。ナチス・ドイツの反ユダヤ政策の脅威をバチカンに伝える努力をし、第二次世界大戦中はドイツの反ナチス組織と密かに連絡を取り合っていた。

### 晩年
第二次世界大戦後の1949年、ヴィルトは4年間フランス占領当局に阻まれた後、西ドイツの故郷フライブルクに戻り、西側諸国との同盟を拒絶し厳密な中立主義を標榜する「統一・平和・自由のためのドイツ人連盟」を組織し「ドイツ人民新聞」を創刊するが、これは東ドイツのドイツ社会主義統一党に近い立場だった。SEDや同党機関紙の「ノイエス・ドイチュラント」もこれを支持した。ヴィルト自身は、むしろドイツの分裂が永久に続くことを恐れて、西ドイツの初代首相コンラート・アデナウアーの西側統合の政策に反対した。ヴィルトはスターリンの政策を認めなかったが、ラッパロ条約に沿ったソビエト連邦との妥協点を信じていた。1951年、ヴィルトはモスクワを訪れ、政治的な会談を行った。彼の行動はソビエト連邦に抑留されていたドイツ人捕虜の解放に成功している。東ドイツ政府から少額ながら金銭援助を受け、1954年には平和金メダルを授与されている。またソビエト連邦からは1955年にはスターリン平和賞を受賞している。
CIA文書では彼はソ連のエージェントとして扱われている。CIAの文書によると、ヴィルトは1952年12月にベルリンのカールスホルストでラヴレンチー・ベリヤとエルヴィン・レスポンデクに会ったと主張している。文書によれば、ヴィルトはベリヤから東ドイツ政府のために働くように頼まれたと述べている。西ドイツ政府も、東ドイツとの関係を理由にヴィルトの年金支給を停止した。

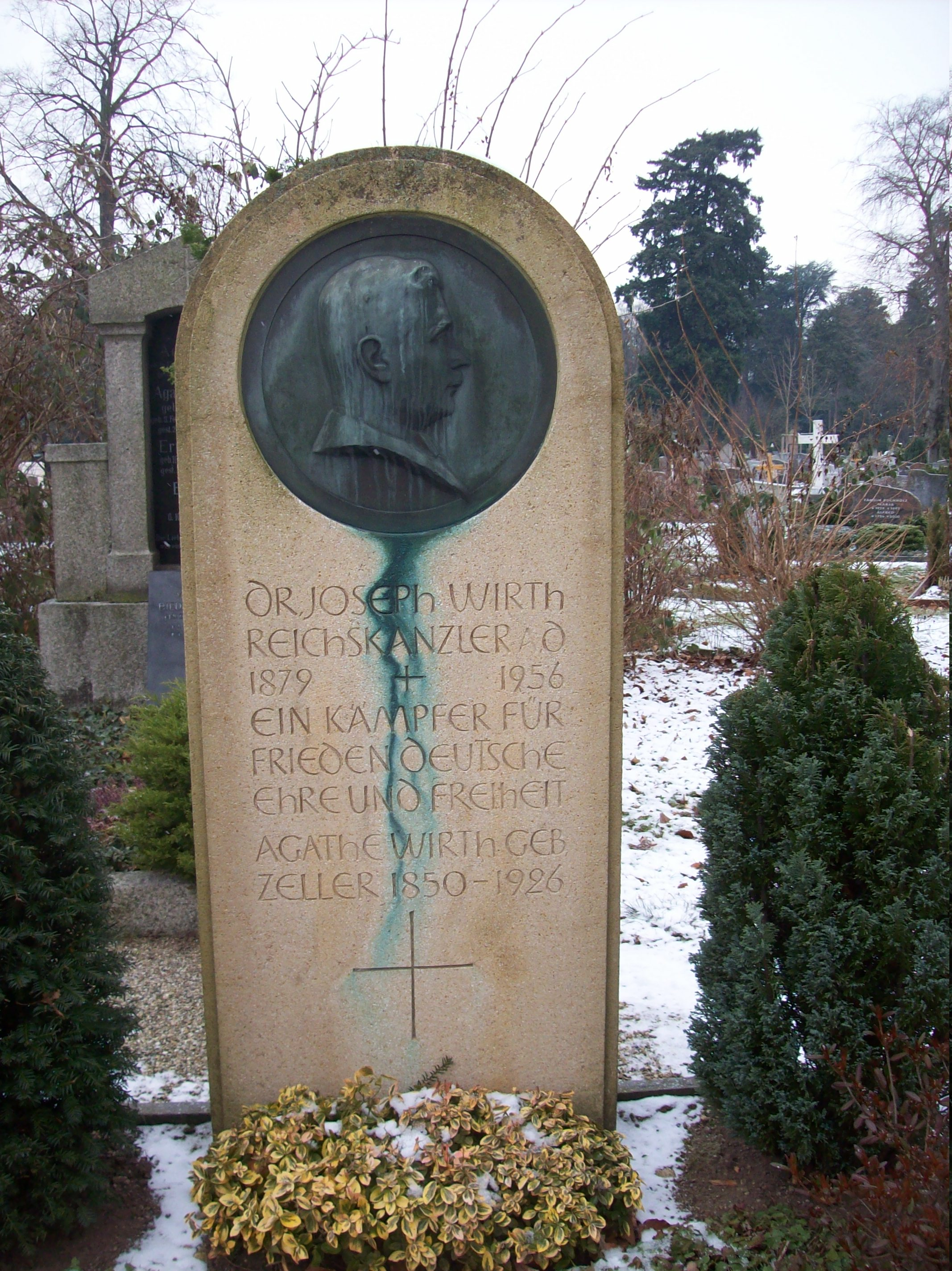
フライブルクにあるヴィルトの墓

1956年、ヴィルトは心不全のため76歳でフライブルクで病死した。同市の本墓地に埋葬された。